# Argenvières
Argenvières és un municipi francès, situat al departament de Cher i a la regió de Centre – Vall del Loira. L'any 2007 tenia 437 habitants.

## Demografia

### Població
El 2007 la població de fet d'Argenvières era de 437 persones. Hi havia 197 famílies, de les quals 62 eren unipersonals (18 homes vivint sols i 44 dones vivint soles), 69 parelles sense fills, 44 parelles amb fills i 22 famílies monoparentals amb fills.
La població ha evolucionat segons el següent gràfic:
Habitants censats

### Habitatges
El 2007 hi havia 260 habitatges, 194 eren l'habitatge principal de la família, 34 eren segones residències i 32 estaven desocupats. 253 eren cases i 4 eren apartaments. Dels 194 habitatges principals, 152 estaven ocupats pels seus propietaris, 36 estaven llogats i ocupats pels llogaters i 5 estaven cedits a títol gratuït; 2 tenien una cambra, 6 en tenien dues, 35 en tenien tres, 60 en tenien quatre i 91 en tenien cinc o més. 166 habitatges disposaven pel capbaix d'una plaça de pàrquing. A 92 habitatges hi havia un automòbil i a 92 n'hi havia dos o més.

### Piràmide de població
La piràmide de població per edats i sexe el 2009 era:
| Homes | Edats   | Dones |
| ----- | ------- | ----- |
| 0     | 95 o +  | 0     |
| 4     | 90 a 94 | 0     |
| 0     | 85 a 89 | 4     |
| 0     | 80 a 84 | 4     |
| 16    | 75 a 79 | 12    |
| 4     | 70 a 74 | 16    |
| 16    | 65 a 69 | 16    |
| 20    | 60 a 64 | 8     |
| 12    | 55 a 59 | 4     |
| 8     | 50 a 54 | 24    |
| 16    | 45 a 49 | 4     |
| 12    | 40 a 44 | 20    |
| 20    | 35 a 39 | 20    |
| 24    | 30 a 34 | 24    |
| 8     | 25 a 29 | 8     |
| 8     | 20 a 24 | 12    |
| 8     | 15 a 19 | 16    |
| 4     | 10 a 14 | 16    |
| 20    | 5 a 9   | 8     |
| 4     | 0 a 4   | 16    |

## Economia
El 2007 la població en edat de treballar era de 282 persones, 182 eren actives i 100 eren inactives. De les 182 persones actives 163 estaven ocupades (85 homes i 78 dones) i 18 estaven aturades (9 homes i 9 dones). De les 100 persones inactives 42 estaven jubilades, 25 estaven estudiant i 33 estaven classificades com a «altres inactius».

### Ingressos
El 2009 a Argenvières hi havia 209 unitats fiscals que integraven 469 persones, la mediana anual d'ingressos fiscals per persona era de 16.920 €.

### Activitats econòmiques
Dels 15 establiments que hi havia el 2007, 1 era d'una empresa extractiva, 1 d'una empresa alimentària, 2 d'empreses de construcció, 1 d'una empresa de comerç i reparació d'automòbils, 2 d'empreses de transport, 2 d'empreses d'hostatgeria i restauració, 2 d'empreses financeres, 2 d'empreses de serveis, 1 d'una entitat de l'administració pública i 1 d'una empresa classificada com a «altres activitats de serveis».
L'únic servei als particulars que hi havia el 2009 era una fusteria.
L'únic establiment comercial que hi havia el 2009 era una fleca.
L'any 2000 a Argenvières hi havia 7 explotacions agrícoles.

## Poblacions més properes
El següent diagrama mostra les poblacions més properes.